# Ведяев, Анатолий Владимирович
Анатолий Владимирович Ведяев (род. 11 сентября 1940, Москва) ― советский и российский физик, кандидат физико-математических наук (1967), доктор физико-математических наук (1977), профессор (1983). Заслуженный профессор Московского университета (2015). 

## Биография
Родился Анатолий Владимирович 11 сентября 1940 года в городе Москве. В 1963 году Анатолий Владимирович Ведяев окончил с отличием физический факультет Московского государственного университета, по специальности ― физик. А. В. Ведяев защитил диссертации: кандидатскую диссертацию по теме «К квантовой теории магнитооптических явлений у ферромагнитных металлов» и докторскую диссертацию по теме «Теория электронной структуры и свойства неупорядоченных сплавов переходных металлов».
В Московском государственном университете работал профессором (1981), заведующим кафедрой магнетизма в 1987–2013 годах физического факультета, с 2013 года ― профессор по кафедре магнетизма физического факультета Московского государственного университета.
Анатолий Владимирович Ведяев является автором 215 статей, 5 книг, 4 НИР; читает доклады на конференциях.
Работы профессора А. В. Ведяева послужили основой для создания теории электронной структуры и кинетических свойств неупорядоченных сплавов переходных и редкоземельных металлов.
Под руководством Анатолия Владимировича выполнено семнадцать кандидатских диссертаций и пять докторских диссертаций.
В Московском государственном университете на кафедре магнетизма физического факультета профессор  А. В. Ведяев читает курсы для студентов и аспирантов ― магнитологов: «Теория сплавов переходных металлов» «Физика магнитных явлений», «Избранные главы теории магнетизма», «Спинтроника», «Основы спинтроники», «Электронная структура и свойства сплавов переходных металлов».
В 2011 году Анатолий Владимирович Ведяев был награждён Дипломом за инновационный проект (Диплом научно-практической конференции «Фундаментальные и прикладные аспекты инновационных проектов Физического факультета МГУ»).

## Область научных интересов
- Физика магнитных явлений,

- Физика конденсированного состояния вещества.

В последние годы областью научных интересов профессора Ведяева А. В. является теория магнитных нано- и гетероструктур, обладающих уникальными магнитными свойствами, такими как гигантское магнетосопротивление и гигантское туннельное магнетосопротивление.

## Членство в организациях
- 1986 ― член специализированного совета по защите докторских диссертаций,

- С 1987 года ― член учёного совета физического факультета МГУ,

- С 1990 года ― член научного совета РАН по магнетизму,

- С 1994 года ― член МАГО (Магнитное общество России), Россия[1],

- 2000 ― заместитель председателя специализированного совета по защите кандидатских диссертаций,

- С 2001 года ― постоянный член международных консультационных советов Европейской магнитной конференции и Международного конгресса по магнитным тонким плёнкам,

- 2000―2002 ― член учёного совета МГУ.

## Основные труды
- «Кинетические явления в неупорядоченных ферромагнитных сплавах» (соавт., 1992),

- «Спин-зависящий транспорт в магнитных наноструктурах» (соавт., 2012).